# Eklunds gård

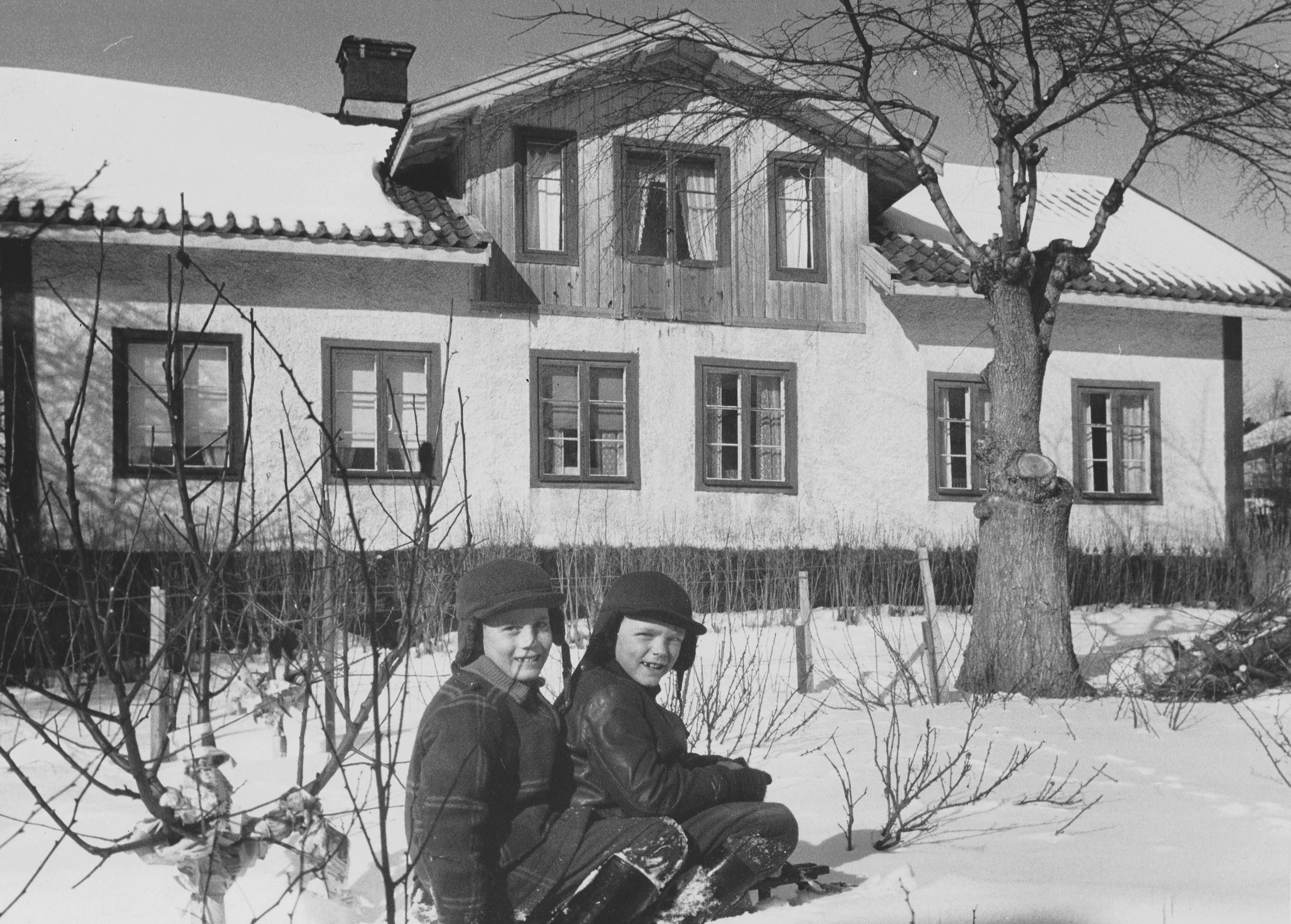
Eklunds gård på vintern 1941.

Eklunds gård var ett torp i nuvarande stadsdelen Sköndal i södra Stockholm. Torpet togs i drift 1739 och de flesta husen revs när nuvarande bebyggelse med småhus uppfördes på 1940-talets slut. Eklunds huvudbyggnad stod kvar till 1959 och tillhörde då Sköndals äldsta byggnader.

## Historik

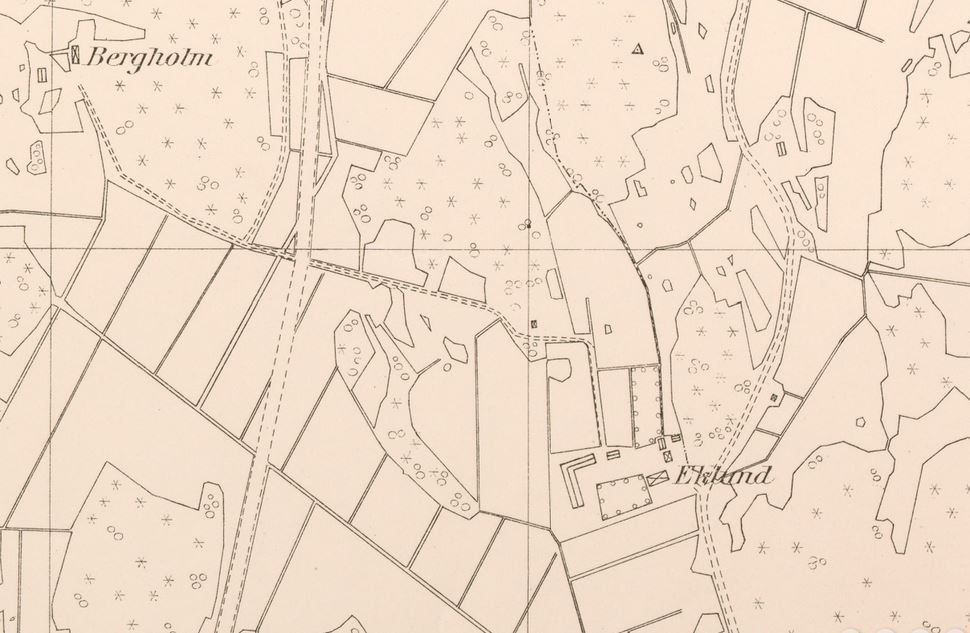
Eklund och Bergholm 1926.

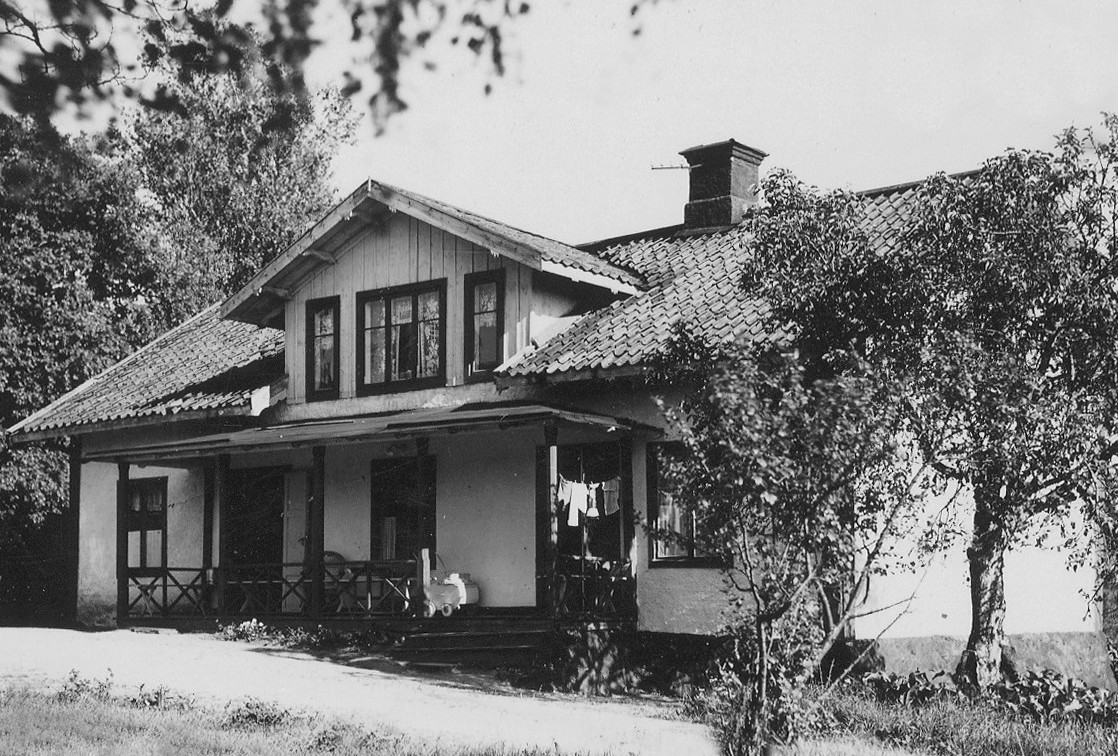
Eklunds gård på sommaren 1948.

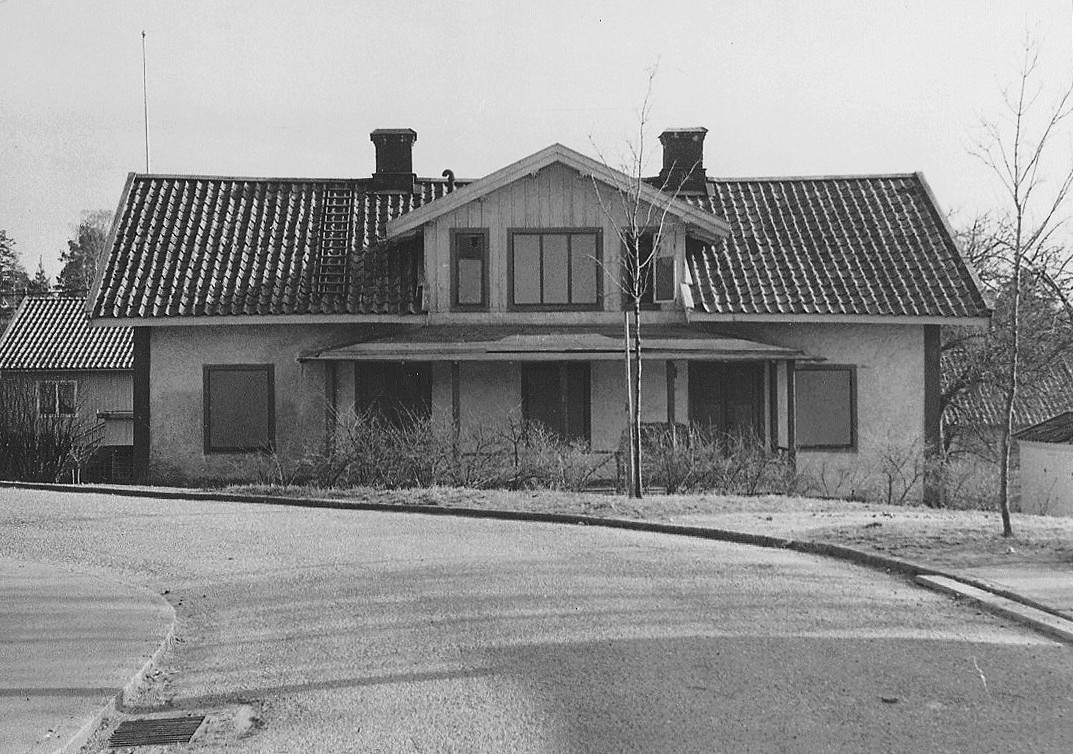
Eklunds gård 1959 eller 1960, kort innan rivning. Nya Pirogvägen syns i förgrunden.

Eklunds gård kallades även Farsta Eklund för att skilja det från Sätra Eklund. Den lydde under Farsta gård och upptogs år 1739. Torpet hade bra geografisk läge, här gick gamla landsvägen till Dalarö förbi (idag Perstorpsvägen). En fjärdings milsten står fortfarande kvar vid hörnet Perstorpsvägen/Tårtvägen.
Efter 1778 var Eklund ofta utarrenderat till stockholmare. Mellan 1798 och 1800 bodde där överhovpredikanten Samuel Sundelius, och efter honom flyttade kapten Lars Berg in. År 1815 gick arrendet till grosshandlaren Conrad Herman Wilhelmi och tre år senare till Johan Fredrik Cederholm, även han grosshandlare. Under 1800-talet skiftade arrendets innehavare i snabb takt. Ofta bodde arrendatorn inte på Eklund och gården med jordbruket sköttes av en annan person eller familj. I samband med laga skiftet 1875 blev Eklund ägare av 27/380 mantal Farsta nr 1 Eklund och ägare till torpet Bergholm som låg en bit längre västerut i dagens radhusområde Skönstaholm.
Omkring 1880 arrenderades Eklund och dess jordbruk av Carl Arvid Eriksson som delade det 1888 med sina tre syskon. I mars 1906 såldes gården av dem till Södertörns villastad, som var ett investerings- och nybyggnadsprojekt i södra delen av Brännkyrka socken. Projektet misslyckades dock och 1912 förvärvade Stockholms stad Södertörns villastads mark för sin framtida utökning. En av syskonen fortsatte som arrendator ännu efter att Stockholm blev markägare. På 1930-talet bestod Eklund av huvudbyggnaden och den mindre bagarstugan samt några ekonomibyggnader, bland dem en stor lada med i vinkel vidbyggt stall. I stallet fanns fram till 1948 en ridskola. 
Området stadsplanerades 1947 och några av torpets uthus revs kort därefter. Bagarstugan försvann på hösten 1949. Den stod mitt på blivande Pirogvägen, men huvudbyggnaden fick så sent som i oktober 1949 ett nytt yttertak. Av stadsplanen framgår även att gården skulle bevaras som bostadshus och bilda fond mot Pirogvägens södra slut. Huvudbyggnaden var ett vitputsat envånings trähus som stod kvar åtminstone till 1959 eller 1960. Från det året existerar de sista fotografierna som visar den nyanlagda Pirogvägen med Eklunds gård som vid den tiden, tillsammans med Stora Sköndals gård, tillhörde Sköndals äldsta bebyggelse. Huset var då obebott och förfallet med igenspikade fönster och dörrar och vandaliserad inredning. I bakgrunden syns nybyggda småhus i kvarteret Marängen. 
Idag finns här kvarteren Tårtan, Marängen, Pirogen och Mördegsbakelsen med småhus uppförda av Stockholms stads småstugebyrån 1949 och senare. Lekplatsen "Eklunds Hage", belägen på Eklunds tidigare odlingsmark, är det enda som numera påminner om den gamla 1700-tals gården.

## Bilder

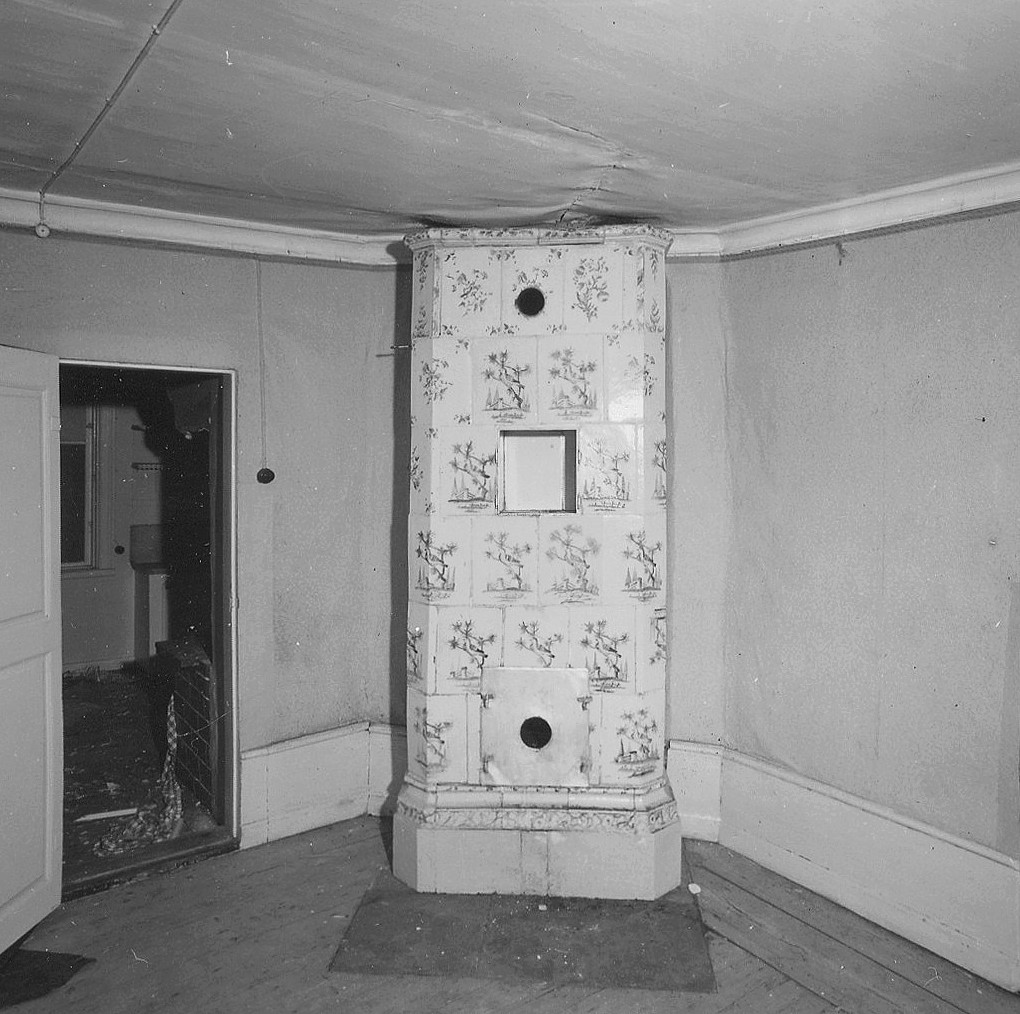
Kakelugn i gården
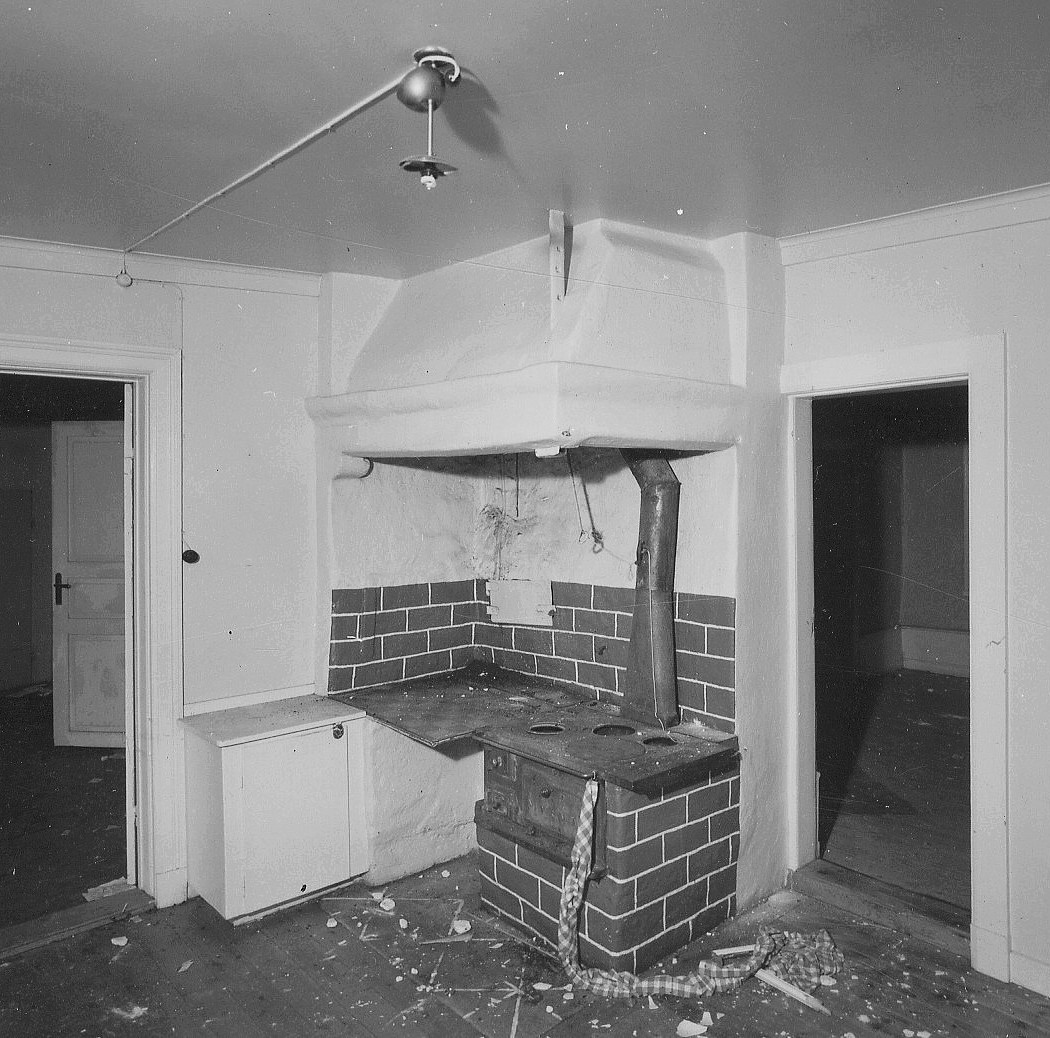
Köksspis i gården
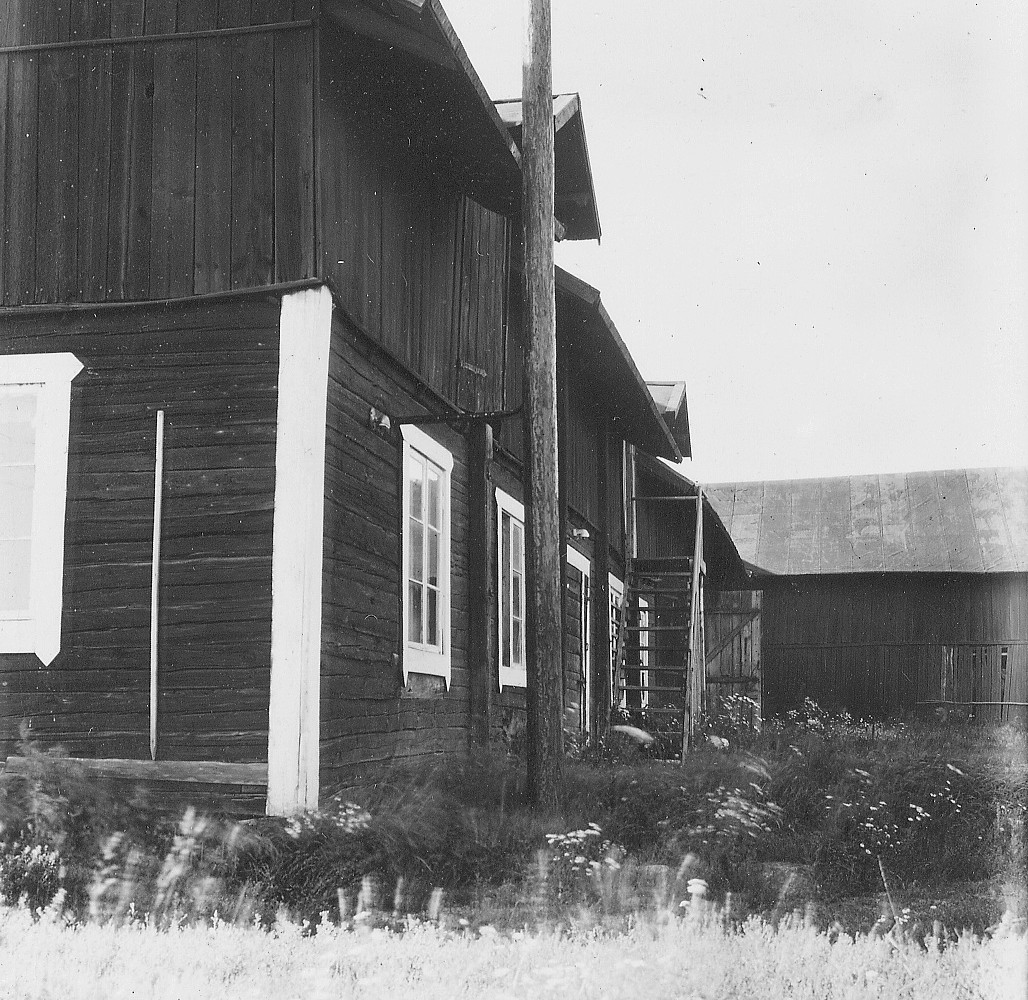
Stall och lada
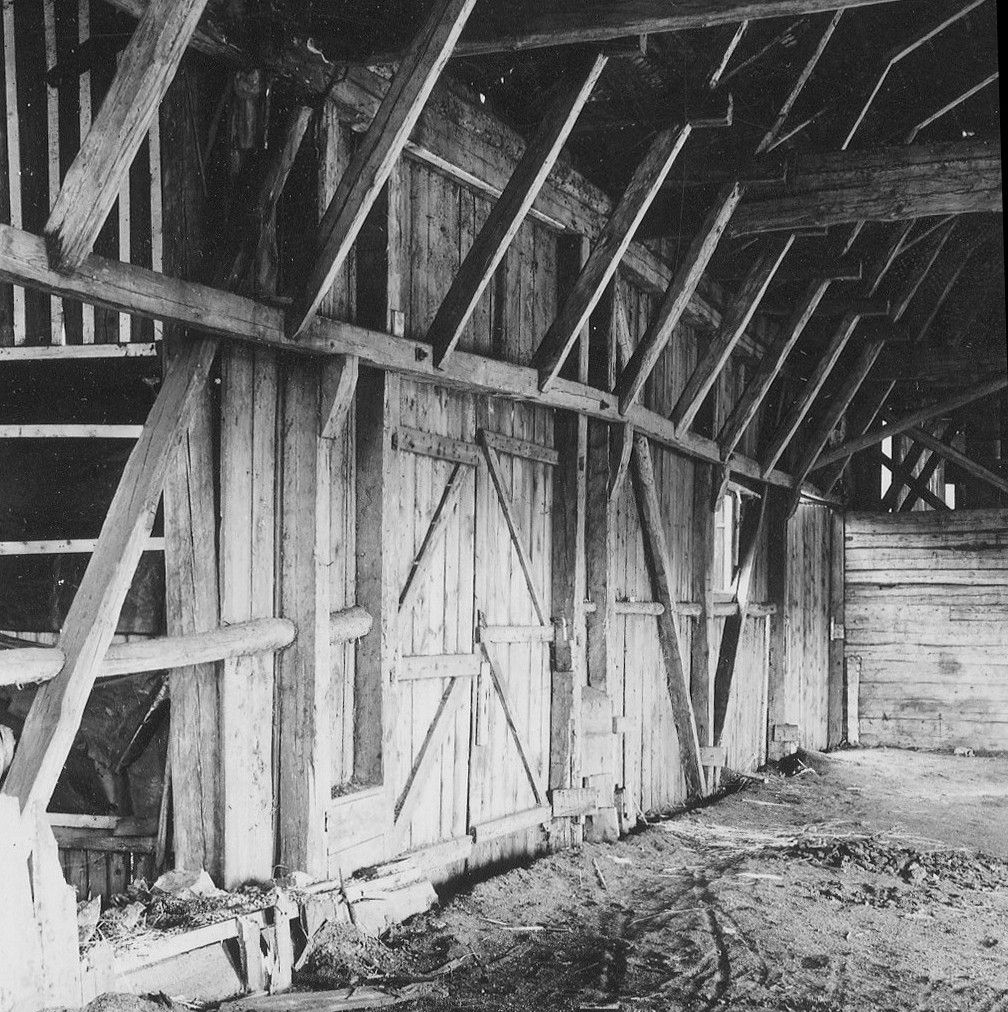
Lada interiör